# Эналаприл
Эналапри́л (систематическое наименование: (S)-1-[N-[1-(этоксикарбонил)-3-фенилпропил]-L-аланил]-L-пролин) — лекарственное средство, один из препаратов группы ингибиторов ангиотензинпревращающего фермента. В основном применяют для лечения высокого артериального давления (артериальной гипертензии), хронической сердечной недостаточности, для снижения смертности после сердечных приступов, а также при некоторых проблемах с почками, вызванных сахарным диабетом. Активный метаболит — эналаприлат — базовый препарат для лечения осложнённых гипертонических кризов при отсутствии противопоказаний.
Механизм действия и профиль безопасности эналаприла хорошо изучены, его эффективность клинически апробирована, в связи с чем данный препарат входит в список важнейших лекарственных средств Всемирной организации здравоохранения, а также в перечень жизненно необходимых и важнейших лекарственных средств, утверждённый распоряжением Правительства Российской Федерации от 30.12.2009 № 2135-р. В анатомо-терапевтической классификации зарегистрирован под кодом C09AA02.

## Свойства и получение
В готовых лекарственных формах используется в виде малеата (соли малеиновой кислоты) с молекулярной массой 492,43 г/моль, которая представляет собой белый или почти белый кристаллический порошок, плохо растворимый в воде, растворимый в этиловом и метиловом спиртах.
Одним из методов синтеза эналаприла является восстановительное алкилирование аланилпролина этиловым эфиром 2-оксо-4-фенилбутеновой кислоты в условиях гидрирования в присутствии черни палладия 1,6 % или с использованием цианоборгидрида натрия: 

## История
Ещё в начале XX века стало известно о влиянии нейрогуморальных факторов на развитие артериальной гипертензии. В 1930-х годах было открыто вещество, которое в настоящее время называется ангиотензин II. В 1950-х было доказано, что оно напрямую стимулирует синтез альдостерона, и через десять лет была изучена роль ангиотензинпревращающего фермента в нейрогуморальной регуляции давления крови и сформулирована концепция о функционировании ренин-ангиотензин-альдостероновой системы. Начался поиск веществ, способных подействовать на данном уровне. Первый препарат — антагонист к рецепторам ангиотензину II был синтезирован в 1969 году, им стал саралазин. Препарат обладал мощным, но крайне плохо прогнозируемым антигипертензивным эффектом, при одинаковой дозе он мог вызвать коллапс или наоборот — привести к резкому росту артериального давления.
Несмотря на неудачу, работы в этом направлении продолжились, и в 1971 году был синтезирован первый в мире ингибитор АПФ — тепротид. Интересна история его создания: в 1965 году бразильский ученый Ferreira, исследуя яд гремучей змеи, обнаружил его способность стабилизировать брадикинин. Выделенный из яда змеи препарат очень недолго использовался в клинической практике. Причинами этого были высокая токсичность препарата, малая длительность эффекта и необходимость внутривенного введения.
Продолжение исследований механизма функционирования ренин-ангиотензин-альдестероновой системы привело к тому, что в 1975 году был создан первый таблетированный ингибитор АПФ — каптоприл. Это было революционным открытием, начавшим новую эру в терапии артериальной гипертензии и сердечной недостаточности. Фармацевтическая компания Merck & Co разрабатывала лекарственное средство — конкурент каптоприлу. В 1980 году сотрудниками Merck был синтезирован эналаприл, который стал вторым в мире ингибитором АПФ после каптоприла. Продолжительность клинического эффекта эналаприла составляла около 12—24 часов. Несколько десятилетий препарат активно применялся в клинической практике и продолжает оставаться эффективным средством контроля артериального давления.
Рандомизированное исследование препарата под эгидой министерства здравоохранения США проводилось в рамках ALLHAT.

## Фармакология

### Фармакодинамика

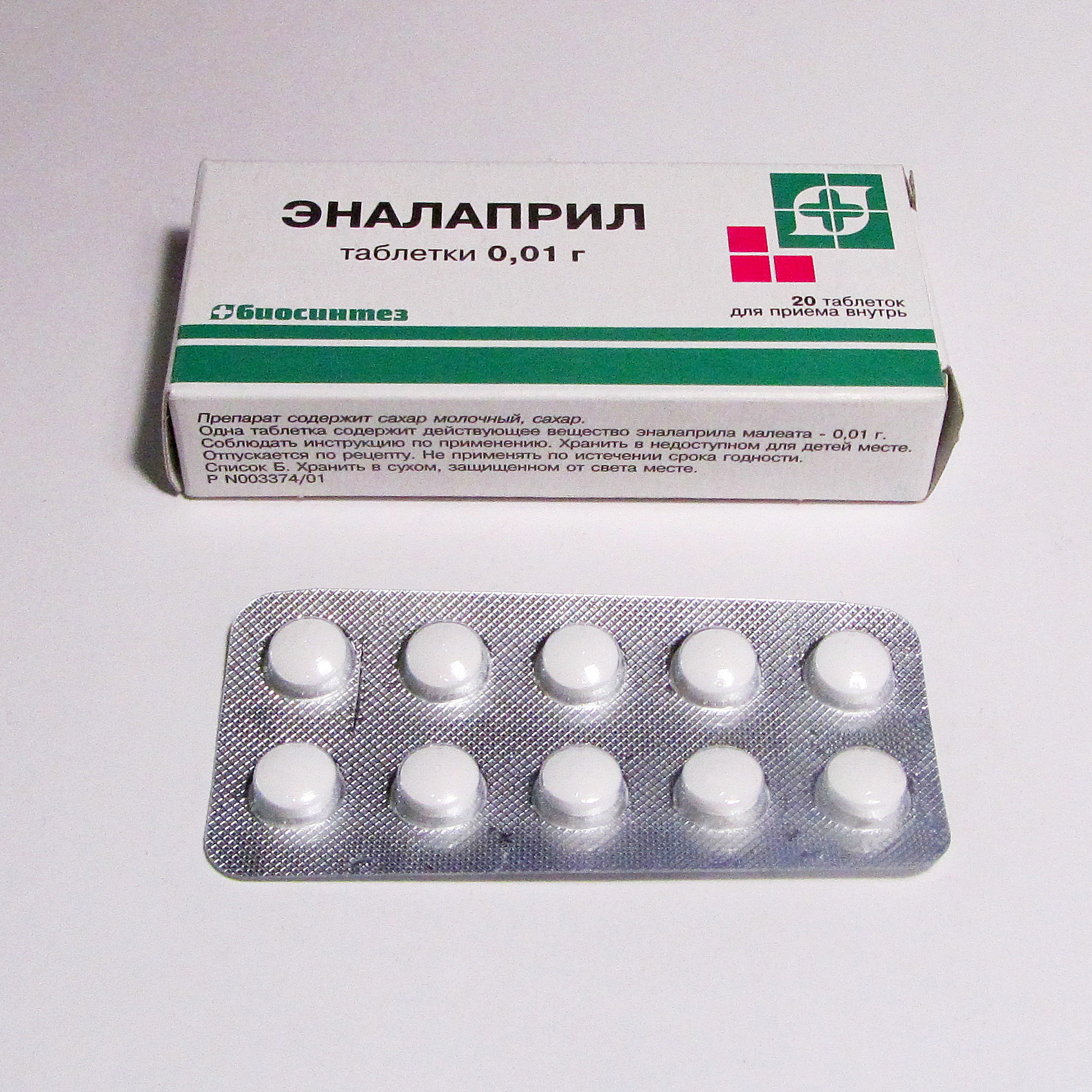
Эналаприл

Как и у других препаратов данной группы, клинический эффект эналаприла обусловлен подавлением активности ангиотензинпревращающего фермента и, как следствие, уменьшением образования ангиотензина II из ангиотензина I в тканях и циркулирующей крови. Уменьшение концентрации ангиотензина II, в свою очередь, приводит к вазодилатации, уменьшению секреции альдостерона, повышению концентрации калия и активности ренина в плазме крови. Гемодинамическими последствиями этих изменений становятся снижение периферического сосудистого сопротивления (ОПСС), систолического и диастолического артериального давления, повышение сердечного выброса, уменьшение пост- и преднагрузки на миокард. Гипотензивный эффект препарата наиболее выражен при высокой концентрации ренина в плазме, при уменьшении его концентрации клинический эффект становится менее выраженным. У некоторых больных для достижения оптимального уровня артериального давления необходима терапия на протяжении нескольких недель.
Вазодилатирующий и некоторый диуретический эффект эналаприла также обеспечиваются блокадой разрушения брадикинина, который, в свою очередь, стимулирует синтез вазодилатирующих и почечных простагландинов. Повышение содержания брадикинина как в плазме, так и локально в органах и тканях организма блокирует патологические процессы, происходящие при хронической сердечной недостаточности в миокарде, почках, гладкой мускулатуре сосудов. При этом наблюдается усиление коронарного и почечного кровотока, при длительном применении (от 3—4 недель лечения) уменьшается гипертрофия левого желудочка и миофибрил стенок артерий резистивного типа, замедляется дилатация левого желудочка и улучшается кровоснабжение ишемизированного миокарда.
Благодаря умеренному диуретическому эффекту препарата уменьшается внутриклубочковая гипертензия, замедляется развитие гломерулосклероза и снижается риск возникновения хронической почечной недостаточности.
Снижение артериального давления в терапевтических пределах (не ниже 100 на 60 мм рт. ст.; значение варьируется в зависимости от пола, возраста, сопутствующих заболеваний) не оказывает влияния на мозговое кровообращение: поступление крови к головному мозгу поддерживается на должном уровне и на фоне сниженного артериального давления.
Внезапная отмена лечения не приводит к синдрому «отмены» (резкому подъёму артериального давления).

### Фармакокинетика

Эналаприлат — активный метаболит эналаприла, который является ингибитором АПФ

Эналаприл является пролекарством, так как действующее вещество, в основном, не он сам, а его активный метаболит эналаприлат (продукт гидролиза в печени в присутствии фермента цитохрома P450 3A4), который ингибирует АПФ активнее, чем эналаприл.
Абсорбция препарата после приёма внутрь — 60 %, приём пищи не влияет на эффективность всасывания. Время достижения максимальной концентрации (TCmax) для эналаприла составляет 1 ч, для эналаприлата — около 3—4 часов. Связь эналаприлата с белками плазмы достигает 50—60 %.
По данным разработчика препарата, время наступления гипотензивного эффекта при приёме внутрь составляет в среднем 1 ч, выраженность его достигает максимума через 4—6 ч и длится до 24 часов. Однако по данным независимых клинических исследований, клинический эффект от приёма эналаприла (за исключением некоторых комбинаций) сохраняется лишь на промежутке до 12 часов.
Эналаприлат хорошо проникает через гистогематические барьеры, исключая гематоэнцефалический барьер, небольшое количество проникает через плацентарный барьер и попадает в грудное молоко.
Период полувыведения эналаприлата составляет 11 часов, при этом 60 % выводится почками (20 % — в виде эналаприла и 40 % — в виде эналаприлата) и 33 % — через кишечник (6 % — в виде эналаприла и 27 % — в виде эналаприлата). Удаляется при гемодиализе (скорость выведения 62 мл/мин) и перитонеальном диализе.
Эналаприлат также производится и как отдельное лекарственное средство (например, «Энап Р» фирмы KRKA, Словения) в виде раствора для внутривенного введения. Применяется при гипертонических кризах, злокачественной гипертензии, тяжёлой форме артериальной гипертензии и только в условиях стационара.

### Взаимодействие с другими лекарственными средствами
Эналаприл усиливает действие этанола, замедляет выведение Li+; ослабляет действие лекарственных средств, содержащих теофиллин. Гипотензивное действие ослабляют НПВП, эстрогены; усиливают — диуретики, другие гипотензивные лекарственные средства (бета-адреноблокаторы, метилдопа, нитраты, БМКК, гидралазин, празозин), лекарственные средства для общей анестезии, этанол. Калийсберегающие диуретики и калийсодержащие лекарственные средства увеличивают риск развития гиперкалиемии. Лекарственные средства, вызывающие угнетение функции костного мозга, повышают риск развития нейтропении и/или агранулоцитоза. Иммунодепрессанты, аллопуринол, цитостатики усиливают гематотоксичность.

## Применение
Основными показаниями к применению препарата являются артериальная гипертензия (симптоматическая, реноваскулярная, в том числе при склеродермии, и др.) и хроническая сердечная недостаточность. Средство также применяют с целью профилактики коронарной ишемии и у больных с дисфункцией левого желудочка (в том числе бессимптомной).

### Артериальная гипертензия
Имеются результаты целого ряда исследований, которые свидетельствуют о положительном влиянии эналаприла на прогноз заболевания у лиц, страдающих артериальной гипертензией. К примеру, результаты исследования ANBP2 (6083 больных, длительность — 4,1 года), выполненного в соответствии со стандартами доказательности класса А и представляющего собой рандомизированное открытое исследование со слепой оценкой конечной точки по сравнению применения эналаприла и диуретиков, показали, что риск сердечно-сосудистых событий или смерти у больных, получавших ингибиторы АПФ, был на 11 % меньше, чем у принимавших диуретики (р=0,05). Оказалось, что способность эналаприла уменьшать риск осложнений и летального исхода была особенно выражена у мужчин в отношении риска инфаркта миокарда.

### Хроническая сердечная недостаточность
Эффективность применения эналаприла у пациентов с хронической сердечной недостаточностью II—IV стадии подтверждается данными ряда плацебо-контролируемых исследований, проводимых двойным слепым методом (American Heart Association, 1984, Finland, 1986), в ходе которых использовался трёхмесячный курс препарата дозировкой по 5 мг 2 раза в день. Полученные результаты показали, что применение эналаприла обеспечивает долгосрочное улучшение гемодинамики и симптоматики, выражающееся в уменьшении размеров левого желудочка (по данным эхокардиоскопии), значительном увеличении фракции выброса (по данным радионуклидной вентрикулографии), снижении давления наполнения и увеличении систолического индекса. Кроме этого, отмечалось устойчивое облегчение симптомов по субъективным оценкам больных и существенное увеличение толерантности к физическим нагрузкам (оцениваемое по продолжительности упражнений на велоэргометре).
Данные, полученные в ходе исследовательской программы CONSENSUS, завершившейся в 1987 году, свидетельствовали о том, что эналаприл в дозе до 40 мг в сутки в сочетании с терапией сердечными гликозидами и мочегонными препаратами при приёме в течение 6 месяцев снижал риск смерти у больных с хронической сердечной недостаточностью (ХСН) IV стадии на 40 %, а при приёме в течение 12 месяцев — на 31 % по сравнению с плацебо. После 1 года все больные были переведены на приём эналаприла. В 1999 году был проведён анализ судьбы всех больных, участвовавших в этом исследовании. Данные катамнеза, собранные за 10 лет, свидетельствуют: риск смерти от хронической сердечной недостаточности в исследуемой группе на 30 % ниже, чем в среднем по популяции. Проведённое исследование показало, что эналаприл повышает продолжительность жизни больных с хронической сердечной недостаточностью в среднем в 1,5 раза. Применение эналаприла ведёт к росту качества жизни пациента.

### Ишемическая болезнь сердца
Антиангинальный эффект эналаприла в дозировке 10 мг/сут (как однократно, так и дробно в два приёма) проверялся в ходе ряда двойных слепых рандомизированных плацебо-контролируемых исследований (Klinische Pharmakologie, Universität Frankfurt Main, 1988, Institute of Cardiology, University of Cagliari, Italy, 1990) на больных с подтверждённой ишемической болезнью сердца и нормальным артериальным давлением. Эффективность отслеживалась по динамике изменений на электрокардиограмме, вызываемых физическими нагрузками. Уже после первой дозы отмечалось 22-процентное улучшение по показателю снижения интервала ST, после 15-дневного курса улучшение составляло 35 %. Кроме того, при применении эналаприла значительно повышался порог проявления стенокардии и увеличивалась длительность выполнения физических упражнений. Уровень артериального давления при этом существенно не изменялся, то есть наблюдаемый эффект, предположительно, был связан именно с улучшением коронарного кровотока.

### Микроальбуминурия
В ходе исследовательской программы NESTOR (Natrilix SR versus Enalapril Study in hypertensive Type 2 diabetics with micrOalbuminuRia) проводилось изучение эффективности эналаприла (в том числе в сравнении с индапамидом замедленного высвобождения) при лечении артериальной гипертензии и микроальбуминурии у больных от 65 лет и старше, страдающих сахарным диабетом 2 типа. 187 участников программы получали эналаприл в дозировке 10 мг/сут или индапамид 1,5 мг/сут. По результатам исследования в группе приёма эналаприла было отмечено выраженное уменьшение соотношения альбумины/креатинин на 47 %, при этом артериальное давление у пациентов снижалось в среднем на 15 мм рт. ст. Аналогичные результаты были получены и у больных, получавших индапамид.

### В педиатрии
Имеются результаты клинических исследований, соответствующие стандартам доказательной медицины, о применении эналаприла при лечении артериальной гипертензии у детей от 6 до 16 лет, которые свидетельствуют о том, что приём препарата в дозе 2,5 мг для детей до 50 кг и в дозе 5 мг для детей более 50 кг обеспечивает необходимый клинический эффект и относительно безопасен.

## Побочные эффекты
Эналаприл противопоказан при беременности (относится к препаратам категории C в первом триместре и к категории D во втором и третьем), а также в период грудного вскармливания (проникает в грудное молоко). За новорожденными и грудными детьми, которые подвергались внутриутробному воздействию ингибиторов АПФ, рекомендуется вести тщательное наблюдение для своевременного выявления выраженного снижения артериального давления, олигурии, гиперкалиемии и неврологических расстройств, возможных вследствие уменьшения почечного и мозгового кровотока. При олигурии необходимо поддержание артериального давления и почечной перфузии путём введения соответствующих жидкостей и сосудосуживающих лекарственных средств.
В целом, по результатам клинических исследований отмечается хорошая переносимость препарата. Однако, в связи с клиническими эффектами эналаприла, связанными с его воздействием на метаболизм АПФ и приводящими к снижению артериального давления, существует ряд патологических состояний, при которых его следует применять с осторожностью из-за риска развития опасных побочных эффектов.
Так, необходимо соблюдать осторожность при назначении препарата пациентам со сниженным объёмом циркулирующей крови (ОЦК) (в результате терапии диуретиками, при ограничении потребления поваренной соли, проведении гемодиализа, диарее и рвоте). Это обусловлено высоким риском внезапного и выраженного снижения артериального давления после применения даже начальной дозы ингибитора АПФ, что, в свою очередь, может привести к потере сознания, ишемии внутренних органов, и как следствие, ухудшению общего состояния пациента. Во время приёма препарата также следует соблюдать осторожность при выполнении физических упражнений или при жаркой погоде из-за риска развития дегидратации и сопутствующего снижения ОЦК.
Больным с декомпенсированной хронической сердечной недостаточностью, ишемической болезнью сердца и заболеваниями сосудов мозга необходимо тщательное врачебное наблюдение в связи с тем, что неконтролируемое резкое снижение артериального давления может привести к инфаркту миокарда, инсульту или нарушению функции почек.
При приёме эналаприла у больных с указанием на развитие ангионевротического отёка в анамнезе (наследственный, идиопатический или на фоне терапии ингибиторами АПФ) имеется повышенный риск его развития.
Имеются сообщения о том, что использование ингибиторов ангиотензинпревращающего фермента может вызывать кашель. Обычно кашель носит непродуктивный, настойчивый характер и прекращается после окончания лечения. Индуцируемый ингибитором ангиотензинпревращающего фермента кашель может быть выделен как особый тип в дифференциальной диагностике кашля. Сухой кашель на фоне приема эналаприла достоверно чаще развивается у пациентов с лекарственной токсикодермией в анамнезе, наличием сахарного диабета 2 типа, отягощенной наследственностью по бронхиальной астме и по наличию тяжёлых проявлений аллергических реакций у близких родственников .
В период лечения необходимо соблюдать осторожность при управлении транспортными средствами и занятии другими потенциально опасными видами деятельности, требующими повышенной концентрации внимания и быстроты психомоторных реакций (возможно головокружение, особенно после приёма начальной дозы у больных, принимающих диуретические лекарственные средства).

## Сравнительные исследования
По данным метаанализа, включавшего 92 исследования (12 954 пациентов, имеющих базовое артериальное давление в среднем 157/101 мм рт. ст.) четырнадцати различных препаратов группы ингибиторов АПФ (в том числе рамиприла, каптоприла, эналаприла, фозиноприла, лизиноприла и хинаприла), не было выявлено существенных различий в эффективности их гипотензивного действия, то есть ни один из них не был лучше или хуже других по показателям снижения АД в интервале до 12 часов с момента приёма препарата. В целом, по всем препаратам отмечался умеренный гипотензивный эффект: снижение систолического давления было не менее 8 единиц, диастолического — не менее 5, и в среднем снижение артериального давления составляло 11/6 мм рт. ст. Также установлено, что в большинстве случаев необходимый эффект достигался уже при применении начальных терапевтических доз: дозировка в 1/4 или 1/8 от максимально рекомендуемой обеспечивала в среднем 60—70 % от максимально возможного эффекта, дозировка в 1/2 максимальной дозы — 90 % от максимума. Использование дозировок выше максимально рекомендуемой не приводило к существенному повышению эффективности.
Имеются сравнительные данные эффективности гипотензивного действия эналаприла и другого ингибитора АПФ пролонгированного действия — лизиноприла, полученные в ходе многоцентрового двойного слепого плацебо-контролируемого исследования в параллельных группах (Universal Clinical Research Center, Good Samaritan Hospital, Baltimore, 1992). В ходе исследования случайным образом выбранные пациенты с лёгкой и умеренной артериальной гипертензией после предварительного двухнедельного курса плацебо в течение 4 недель один раз в день получали 10 мг лизиноприла, эналаприла или плацебо. Измерения артериального давления проводились на 24-часовом промежутке в начале исследования и после первой и последней доз исследуемого препарата. В ходе анализа полученных результатов установлено, что в группах, получавших как эналаприл, так и лизиноприл, в отличие от пациентов, получавших плацебо, наблюдалось существенное снижение усреднённых показателей систолического и диастолического давления, по сравнению с данными, полученными в начале исследования. При этом было отмечено, что во второй половине суточного интервала после приёма препарата (с 13 до 24 часов) показатели артериального давления в группе приёма эналаприла не отличались от плацебо, в то время как гипотензивный эффект лизиноприла продолжал оставаться на должном уровне.

## Режим дозирования
Препарат принимается внутрь, независимо от приёма пищи.
Индивидуальный подбор дозы должен осуществляться лечащим врачом и под медицинским наблюдением, включающим регулярный мониторинг артериального давления. Как правило, начальная терапевтическая доза назначается из расчёта 5 мг в сутки, после чего её постепенно увеличивают до достижения необходимого клинического эффекта. При необходимости и достаточно хорошей переносимости препарата дозировка может быть увеличена до максимального значения 40 мг/сут. При слишком выраженном снижении артериального давления дозу препарата постепенно уменьшают.
При ряде состояний подбор дозы начинается с меньших значений 2,5 мг или даже 1,25 мг в сутки. К таким факторам относят: неоконченный курс приёма других гипотензивных препаратов, в том числе диуретиков (по возможности, их приём прекращают за 2—3 дня до начала терапии эналаприлом), гипонатриемия (концентрация Na+ в сыворотке крови менее 130 ммоль/л), гиперкреатининемия (концентрация креатинина в сыворотке крови более 0,14 ммоль/л), хроническая почечная недостаточность (при клиренсе креатинина менее 30 мл/мин), реноваскулярная гипертензия, пожилой возраст (у пожилых чаще наблюдаются более выраженный гипотензивный эффект и удлинение времени действия препарата, что связано с уменьшением скорости выведения эналаприла). При хронической сердечной недостаточности и нарушении функции левого желудочка начальная терапевтическая доза также составляет 2,5 мг/сут. При ХПН и снижении фильтрации менее 10 мл/мин эналаприл может применяться только в дни диализа.
Детям старше шестилетнего возраста эналаприл назначается в начальной дозировке 0,08 мг/кг в сутки (но не более 5 мг), максимально допустимой дозой является 0,58 мг/кг/сут (не более 40 мг). Не рекомендуется применять у новорожденных и детей с нарушениями клубочковой фильтрации (в связи с отсутствием данных о безопасности применения).
Длительность лечения зависит от эффективности терапии. В том случае, если при монотерапии эналаприлом не удаётся достичь целевого уровня артериального давления (СД 120—140 мм рт. ст.), может применяться комбинированная терапия: эналаприл в сочетании с диуретиками (см. Комбинации эналаприла и диуретиков) или блокаторами кальциевых каналов.
До и во время лечения ингибиторами АПФ больному необходим контроль артериального давления, показателей крови (Hb, K+, креатинина, мочевины, активности «печёночных» ферментов), белка́ в моче.
Передозировка препарата может повлечь чрезмерное снижение артериального давления, вплоть до развития коллапса, инфаркта миокарда, ишемического инсульта или тромбоэмболических осложнений: судорог, ступора. При появлении соответствующих симптомов больного переводят в горизонтальное положение с низким изголовьем, что позволяет обеспечить большее поступление крови к головному мозгу, и как следствие, лучшую оксигенацию. В лёгких случаях показаны промывание желудка и приём внутрь солевого раствора, в более серьёзных случаях — мероприятия, направленные на стабилизацию артериального давления: внутривенное введение 0,9 % раствора NaCl, плазмозаменителей, при необходимости — внутривенное введение ангиотензина II, гемодиализ.

## Фармакоэкономика
В России зарегистрирован ряд коммерческих препаратов эналаприла: «Берлиприл» (Берлин-Хеми/Менарини, Германия), «Рениприл» (Фармстандарт, Россия), «Ренитек» (Мерк Шарп и Доум, Великобритания), «Эднит» (Гедеон Рихтер, Венгрия), «Энам» (Доктор Редди'с Лабораторис, Индия), «Энап» (KRKA, Словения), «Энаренал» (Польфарма, Польша), «Энафарм» (Фармакор, Россия), «Энвас» (Кадила Фармасьютикалз, Индия), «Эналаприл-Белмед» (Белмедпрепараты, Беларусь), а также множество дженериков производства России, Индии, Беларуси, Германии, Сербии, Китая, со значительным разбросом цен (в 10 раз и выше).
С учётом существующей в России социально-экономической ситуации, стоимость препарата остаётся важным фактором при выборе антигипертензивной терапии. Несмотря на декларируемые государством принципы лекарственного обеспечения (препараты с качеством не ниже определённого уровня, доступные при доходе, приближенном к прожиточному минимуму) выполняются они не всегда: зачастую это проявляется в виде назначении более дорогих препаратов, обладающей схожей или чуть большей клинической эффективностью. Больной по финансовым причинам не может принимать такие препараты регулярно, соответственно, состояние его здоровья будет значительно хуже, чем при использовании пусть менее эффективных, но более доступных препаратов. Например, для ингибиторов АПФ стоимость курса терапии, в зависимости от препарата может отличаться в 21 раз. Проведённые клинические исследования показали, что несмотря на свой возраст, эналаприл остаётся оптимальным препаратом в отношении цена-качество , особенно при терапии в стационаре, где имеется возможность регулярного мониторинга АД и коррекции дозы препарата.